# Бирча, Гарик
Гарик Бирча (настоящее имя Игорь Яросла́вович Би́рча; род. 15 сентября 1974, Долинская) — украинский актёр и автор популярных развлекательно-юмористических телепрограмм, актёр кино, участник украинского телепроекта «Comedy Club Ukraine», участник игр Высшей Украинской лиги КВН и Высшей лиги КВН.

## Биография
Родился 15 сентября 1974 года в городе Долинская Кировоградской области.
В 1977 году семья переехала в город Кривой Рог. В школьные годы начал играть в КВН и заниматься пародиями.
В 1991 году вступил на исторический факультет Кировоградского педагогического института, параллельно выступая в командах КВН «СКИФ» и «Гольфстрим».
В 1998 году отправился на службу в армию. Получил звание старшего сержанта.
Через год вновь начал работать на телевидении и радио.
Выступает в украинских телепередачах, а также снимается в сериалах. Был тренером на проекте «Лига Смеха. Летний кубок — 2018».
В 2022 году из-за российского вторжения в Украину вступил в ряды Сил территориальной обороны Киева.

## Фильмография
| Год       |   | Русское название         | Оригинальное название            | Роль                        |
| --------- | - | ------------------------ | -------------------------------- | --------------------------- |
| 2018—2019 | с | «Вечеринка 1-2»          | «Вечірка»                        | Димон                       |
| 2018      | с | Марк + Наталка           | Марк+Наталка                     |                             |
| 2012—2017 | с | «Виталька»               | «Віталька»                       | Виталька                    |
| 2012      | с | «Брат за брата-2»        | Оригинальное название неизвестно |                             |
| 2011      | с | «Костоправ»              | Оригинальное название неизвестно |                             |
| 2011      | с | «Женский доктор»         | Оригинальное название неизвестно |                             |
| 2011      | с | «Лист ожидания»          | Оригинальное название неизвестно |                             |
| 2011      | ф | Картина мелом            | Оригинальное название неизвестно | напарник киллера            |
| 2011      | ф | Возвращение Мухтара-3    | Оригинальное название неизвестно |                             |
| 2011      | с | «Ефросинья»              | Оригинальное название неизвестно | сотрудник                   |
| 2011      | с | «Ласточкино гнездо»      | Оригинальное название неизвестно |                             |
| 2011      | с | «Дорога»                 | Оригинальное название неизвестно |                             |
| 2010      | с | «Маршрут милосердия»     | Оригинальное название неизвестно | плотник, друг пострадавшего |
| 2009      | с | «Неприкосновенные»       | Оригинальное название неизвестно | Гарант, Андрей Викторович   |
| 2008      | с | «Бывшая»                 | Оригинальное название неизвестно | журналист                   |
| 2008      | с | «Родные люди»            | Оригинальное название неизвестно | серьезный чел               |
| 2008      | с | «Две стороны одной Анны» | Оригинальное название неизвестно | парень главной героини      |
| 2004      | ф | Джокер                   | Оригинальное название неизвестно | Андрей                      |
| 2004      | ф | Торгаши                  | Оригинальное название неизвестно | Интеллигентный хам          |
| 2004      | ф | На белом катере          | Оригинальное название неизвестно | Тенорков                    |
| 2004      | ф | Между первой и второй    | Оригинальное название неизвестно | Штуцерщик, Менеджер, Жених  |

## Шоу
- 2012 — Большая разница по-украински
- 2012, 2015 — «Первый миллион» (ICTV, участник)
- 2013 — «Бойцовский клуб» (производство телеканала «ТЕТ», жюри)
- 2018 — «Лига Смеха. Летний кубок — 2018»
- 2019 — «Лига Смеха»

## Спектакли
- 2013 — Когда мужа нет дома

## КВН
- 3-кратный чемпион Кировограда[5]
- Вице-чемпион Ассоциации команд КВН Украины (1998) — «Гольфстрим» (Кировоград)
- Участник 13 Международных фестивалей КВН и 4 Гала-концертов в г. Сочи
- Участник игр Первой лиги АМИК в г. Воронеж, г. Рязань — «СКИФ» (Кировоград)
- 3-кратный чемпион Слобожанской лиги АМИК (Харьков) (1999, 2001, 2003) — «СКИФ», «Яблоко», «Аляска» (Киев)
- Участник игр Высшей Украинской лиги АМИК (2002) — сборная Харькова
- Финалист Высшей Украинской лиги АМИК (2004) — «Аляска» (Киев)
- Чемпион Высшей Украинской лиги АМИК (2005) — «Аляска» (Киев)[1]
- Участник игр Высшей лиги КВН АМИК г. Москва (2006, 2007) — «Аляска» (Киев)
- Участник музыкального фестиваля «Голосящий КиВиН» (2006) — «Аляска» (Киев)